# Veranda

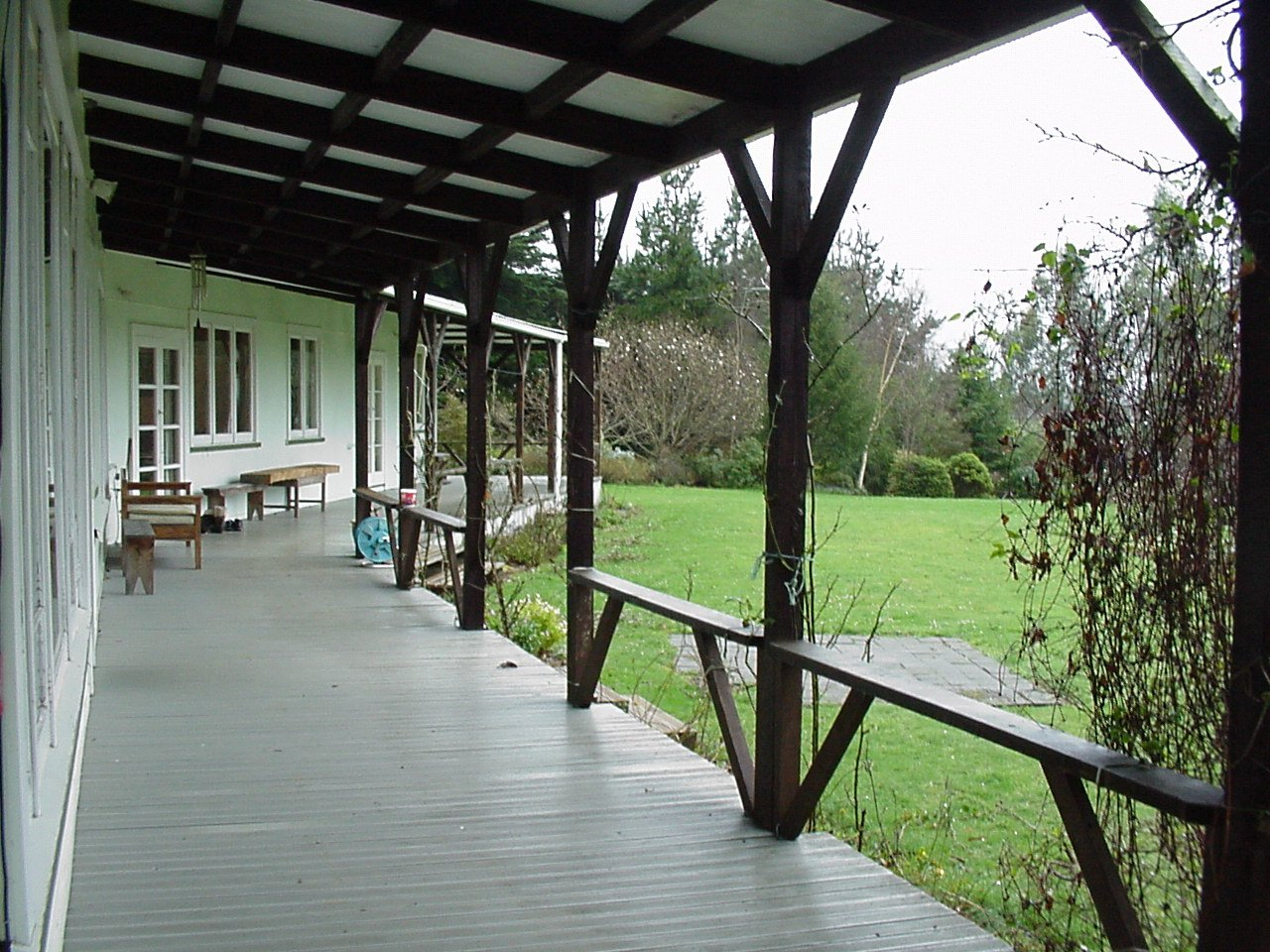
Una veranda di un edificio

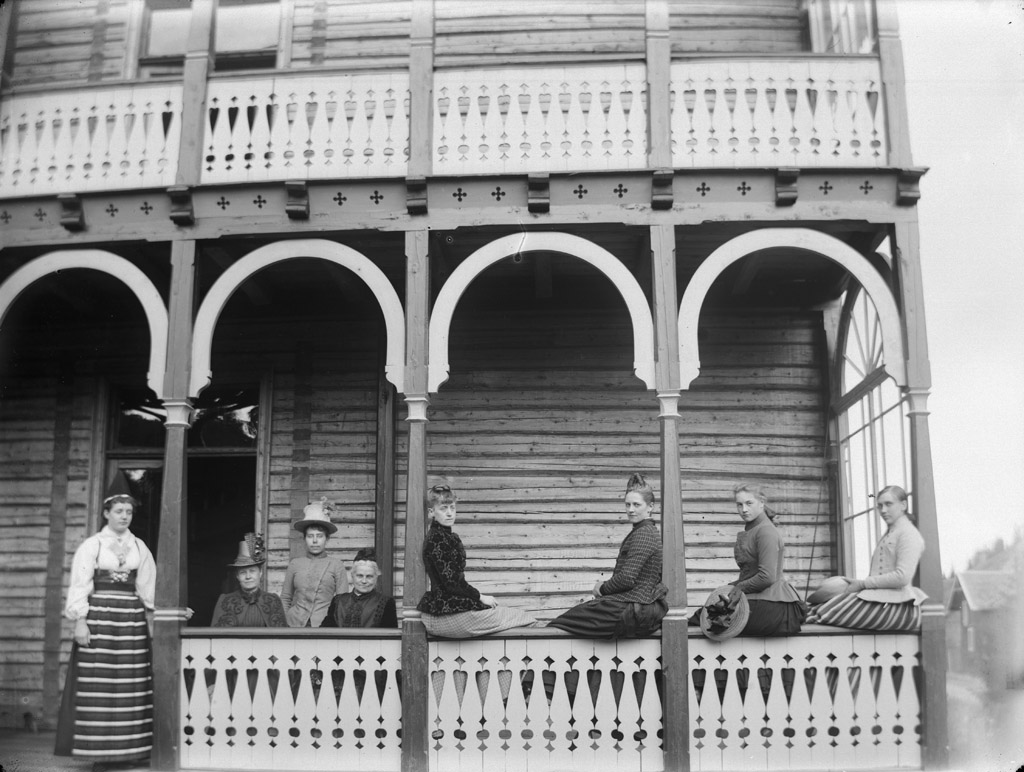
Veranda del sanatorio Tonsaasen nella zona di Valdres, Tonsåsen, municipalità di Etnedal, contea di Oppland fylke, Norvegia. Foto di Carl Curman, c. 1890

La veranda è una terrazza o un balcone chiuso mediante un telaio (in acciaio, alluminio o legno), che può essere dotato di vetrate.

## Origine del nome
Il termine italiano è un prestito linguistico derivante da varie lingue, l'ultima delle quali è l'inglese. Secondo l'Oxford English Dictionary la parola veranda è originaria dell'India, dov'è presente in diverse lingue indigene (come l'indostano varandā e il bengalese bārāndā). Probabilmente è un adattamento portoghese o spagnolo della parola indiana varandā o bārāndā, con cui s'ìndicano ringhiere, balaustre o balconi.